# Ladern-sur-Lauquet
Ladern-sur-Lauquet – miejscowość i gmina we Francji, w regionie Oksytania, w departamencie Aude. Przez miejscowość przepływa rzeka Lauquet. 
Według danych na rok 1990 gminę zamieszkiwało 199 osób, a gęstość zaludnienia wynosiła 8 osób/km² (wśród 1545 gmin Langwedocji-Roussillon Ladern-sur-Lauquet plasuje się na 710. miejscu pod względem liczby ludności, natomiast pod względem powierzchni na miejscu 278.).

## Zabytki
Zabytki w miejscowości posiadające status Monument historique:
- opactwo Sainte-Marie de Rieunette (Abbaye Sainte-Marie de Rieunette)